# Sigma Pegasi
Sigma Pegasi (σ Pegasi, förkortat Sigma Peg, σ Peg) som är stjärnans Bayerbeteckning, är en dubbelstjärna belägen i den södra delen av stjärnbilden Pegasus. Den har en skenbar magnitud på 5,16 och är synlig för blotta ögat där ljusföroreningar ej förekommer. Baserat på parallaxmätning inom Hipparcosuppdraget på ca 36,7 mas, beräknas den befinna sig på ett avstånd på ca 89 ljusår (ca 27 parsek) från solen. Den har en relativt snabb rörelse genom rymden och förflyttar sig med en hastighet av 0,524 bågsekunder per år.

## Egenskaper
Primärstjärnan Sigma Pegasi A är en gul till vit stjärna i huvudserien av spektralklass F6 V eller F7 IV. Den har en massa som är knappt 30 procent större än solens massa, en radie som är knappt dubbelt så stor som solens och utsänder från dess fotosfär ca 5,5 gånger mera energi än solen vid en effektiv temperatur på ca 6 250 K.
Följeslagaren Sigma Pegasi B är en svag röd dvärgstjärna av magnitud 13,23, separerad med 248 bågsekunder. Stjärnparet befinner sig med 96 procent sannolikhet i Vintergatans tunna skiva.